# Niasathelphusa
Niasathelphusa is een geslacht van kreeftachtigen uit de klasse van de Malacostraca (hogere kreeftachtigen).

## Soort
- Niasathelphusa wirzi (Roux, 1930)